# Stokłosy metróállomás
A Stokłosy egy metróállomás Varsóban a varsói M1-es metró vonalán.

## Szomszédos állomások
A metróállomáshoz az alábbi állomások vannak a legközelebb:
- Ursynów (Młociny, M1-es metróvonal)
- Imielin (Kabaty, M1-es metróvonal)

## Átszállási kapcsolatok
| M1 (Młociny ↔ Kabaty) |                        |                         |
| Állomás               | Átszállási kapcsolatok | Fontosabb létesítmények |
| Stokłosy              | 179, 193, 209, 809     |                         |